# Барсуковский сельсовет (Ставропольский край)
Барсуко́вский сельсове́т — упразднённое сельское поселение в составе Кочубеевского района Ставропольского края Российской Федерации.
Административный центр — станица Барсуковская.

## География
Находится в центральной части Кочубеевского района.

## История
С 16 марта 2020 года, в соответствии с Законом Ставропольского края от 31 января 2020 г. № 7-кз, все муниципальные образования Кочубеевского муниципального района были преобразованы путём их объединения в единое муниципальное образование Кочубеевский муниципальный округ.

## Население
| 1989  | 2002  | 2010  | 2011  | 2012  | 2013  | 2014  |
| ----- | ----- | ----- | ----- | ----- | ----- | ----- |
| 4793  | ↗5657 | ↘4987 | ↘4982 | ↗5003 | ↘4984 | ↘4945 |
| 2015  | 2016  | 2017  | 2018  | 2019  | 2020  |       |
| ↗4957 | ↗4976 | ↘4961 | ↘4945 | ↘4917 | ↘4873 |       |

### Национальный состав
По итогам переписи населения 2010 года проживали следующие национальности (национальности менее 1 %, см. в сноске к строке "Другие"):
| Национальность | Численность | Процент |
| -------------- | ----------- | ------- |
| Русские        | 4265        | 85,52   |
| Цыгане         | 172         | 3,45    |
| Азербайджанцы  | 113         | 2,27    |
| Украинцы       | 61          | 1,22    |
| Армяне         | 52          | 1,04    |
| Другие         | 324         | 6,50    |
| Итого          | 4987        | 100,00  |

## Состав сельского поселения
| № | Населённый пункт | Тип населённого пункта          | Население |
| - | ---------------- | ------------------------------- | --------- |
| 1 | Барсуковская     | станица, административный центр | ↘4549     |
| 2 | Свистуха         | посёлок                         | ↗300      |

## Местное самоуправление
- Совет депутатов сельского поселения Барсуковский сельсовет, состоит из 10 депутатов, избираемых на муниципальных выборах по одномандатным избирательным округам сроком на 5 лет
- Администрация сельского поселения Барсуковский сельсовет

Председатели совета депутатов
- Рихтер Владимир Владимирович

Главы администрации
- с 12 октября 2003 года — Котов Виктор Иванович, глава сельского поселения

## Инфраструктура
- Культурно-досуговый центр
- Барсуковская ПМК

## Образование
- Детский сад комбинированного вида № 15
- Средняя общеобразовательная школа № 6
- Специальная (коррекционная) общеобразовательная школа-интернат № 2 VIII вида

## Русская Православная Церковь
- Церковь Святителя Николая Чудотворца

## Люди, связанные со станицей
- Борис Петрович Шекасюк (1948—2010) — профессор Московского городского педагогического университета

## Стихия
Наводнение 2002 года
- Чиновнику простили наводнение
- Стихия на Ставрополье
- Жителям Барсуковской за 10 лет после наводнения жилье так и не восстановили

Шквальный ветер, ливень 2012 года
- Шквальный ветер, ливень в Кочубеевском районе

## Памятники
- Памятник воинам-землякам, погибших в годы Великой Отечественной войны 1941—1945 гг. 1967 год[20]
- Памятный знак в честь основания казаками станицы Барсуковской в 1868 г. 1968 год[21]
- Памятник советским воинам, погибшим в годы Великой Отечественной войны 1941—1945 гг. 1971 год[22]
- Обелиск в честь А. А. Чистякова, командира кавалерийского отряда, погибшего за власть советов[23]